# Castelo de Guerche

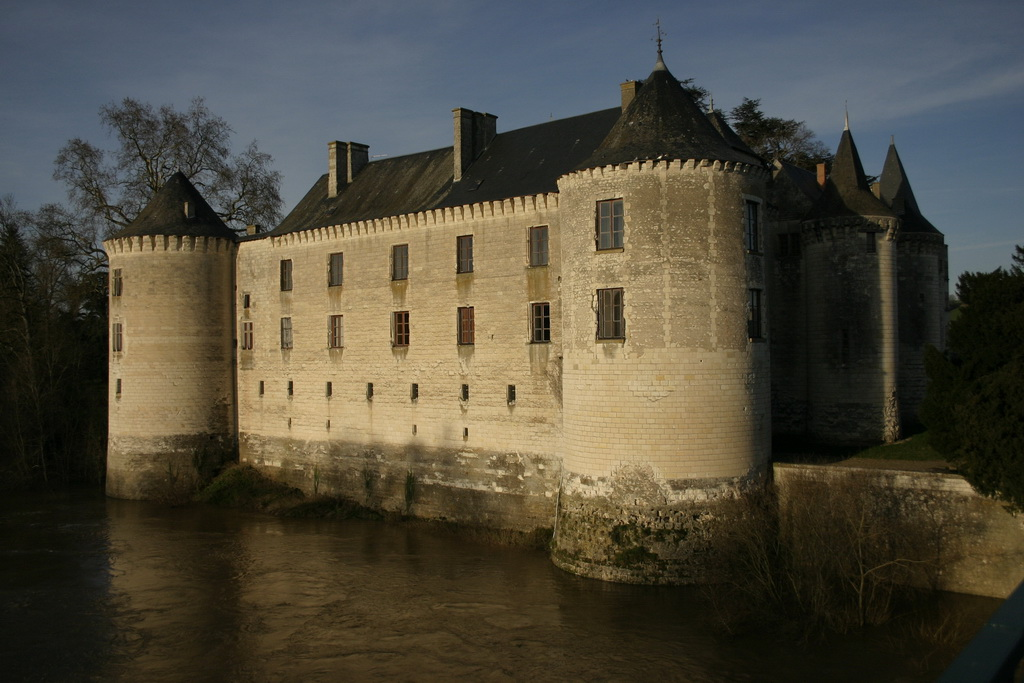
Château de la Guerche ao longo do rio Creuse

Château de la Guerche é um castelo em La Guerche, em Indre-et-Loire, um departamento na França .
Foi construído durante o reinado de Carlos VII da França para a sua amante Antoinette de Maignelais e seu marido André de Villequier .
O castelo foi sitiado em 1592, durante as Guerras Religiosas da França . Restaurado no século XVII e renovado posteriormente, está agora aberto ao público.
Está classificado desde 1944 como monumento histórico pelo Ministério da Cultura da França .